# Cosmic Crisp
Cosmic Crisp (Züchtungsname: WA 38) ist eine amerikanische Apfelsorte. Sie wurde von 1997 bis 2013 an der Washington State University am Standort Wenatchee gezüchtet und ist eine Kreuzung von Honeycrisp und Enterprise.
Cosmic Crisp soll eine Verbesserung des Honeycrisps darstellen. Dieser hat – vor allem aufgrund seiner sensorischen Eigenschaften – seit etwa 2000 den Apfelmarkt der USA umgekrempelt, gilt aber als äußert schwierig im Anbau und sehr anfällig für Druckstellen. Bei der Züchtung des Cosmic Crisps lag der Fokus nicht auf dem Aussehen, sondern auf Widerstandsfähigkeit und langer Lagerbarkeit.
Der Apfel zeichnet sich vor allem durch gleichmäßige Ausfärbung, festes Fruchtfleisch und eine verbesserte Lagerfähigkeit aus. Dabei ist das Fruchtfleisch fester als das von Honeycrisp. Der Säuregehalt ist ebenfalls höher als im HoneyCrisp und anderen zur Zeit populären Sorten, was über längere Lagerzeiten einen frisch wirkenden Geschmack gibt, Im Vergleich allerdings zu vielen älteren Sorten, die nicht mehr im großen Maßstab kommerziell angebaut werden, ist der Säuregehalt gering, die Geschmackstiefe dementsprechend wenig ausgeprägt.
Für das Jahr 2017 gab es 700.000 Vorbestellungen für Bäume, die im Lossystem zugeteilt werden, und für 2018 bereits 2 Millionen. Bisher liefert die Washington State University nur Bäume an Obstbauern im Staat Washington aus. Im kommerziellen Maßstab im Handel werden die Äpfel frühestens 2019 sein. Die Sorte wird zur gleichen Zeit wie Red Delicious reif, und es wird erwartet, dass sie in Washington einen großen Teil der Red Delicious-Bestände ersetzen wird.
Die erste kommerzielle Ernte fand im November 2019 in Washington State von in 2017 ausgepflanzten Bäumen statt. Der Sortenschutz läuft bis 2027. Zur Markteinführung vorerst nur in den USA wurden 10,5 Mio. US-Dollar in Werbung investiert. Erstmals entstand ein Markenname für einen Apfel in Kooperation mit Konsumenten. „Cosmic“ spielt auf die hellen Punkte in der dunkelroten Schale an. Der Apfel ist 10 bis 12 Monate lagerbar.